# Micropterus cataractae
Micropterus cataractae är en fiskart som beskrevs av Williams och Burgess, 1999. Micropterus cataractae ingår i släktet Micropterus och familjen Centrarchidae. Inga underarter finns listade i Catalogue of Life.